# Ghost Ranch Coelophysis Quarry

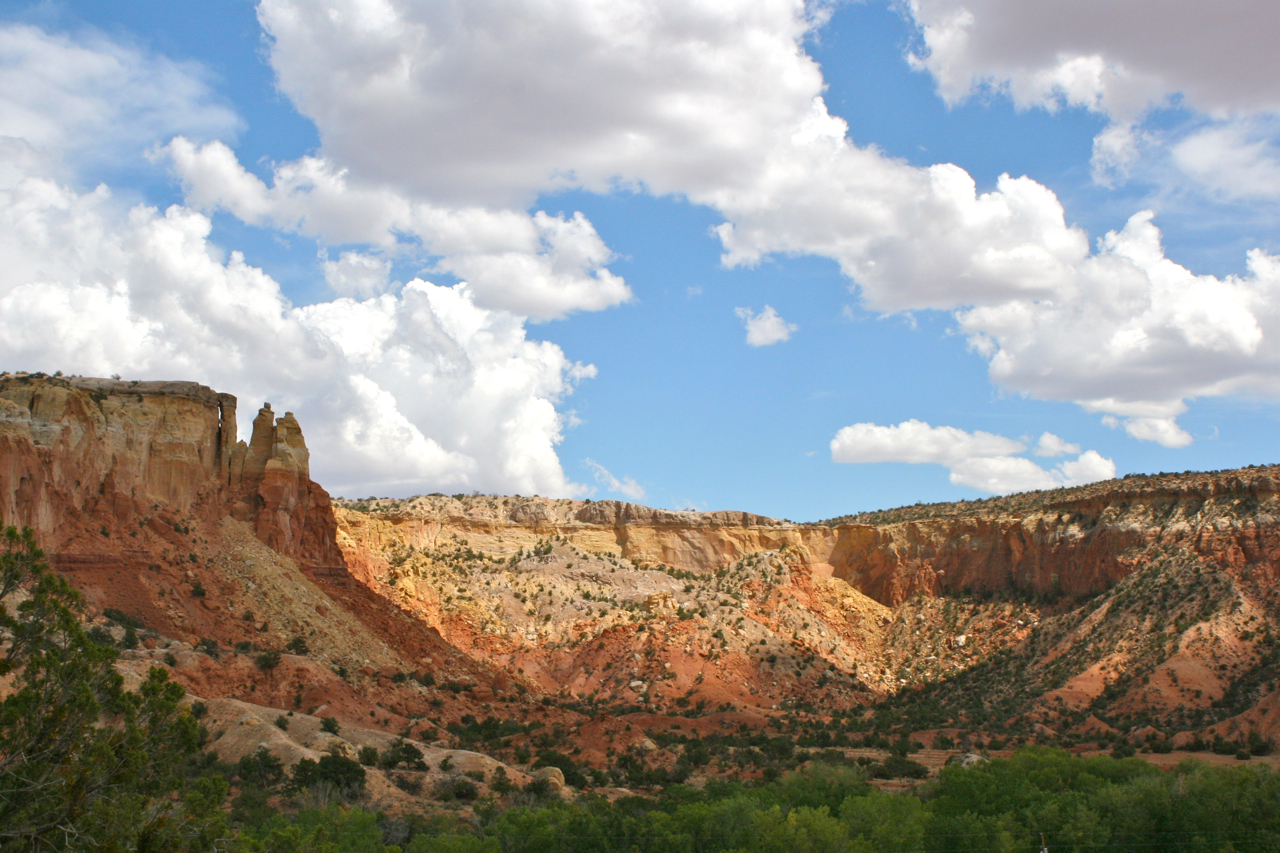
De skyline van Ghost Ranch

Ghost Ranch Coelophysis Quarry (Whitaker Quarry) is een bone bed  in het Chamabekken nabij Abiquiu in Rio Arriba County in het noorden van New Mexico (V.S.), en bevindt zich in de Rock Point Formation uit het Boven-Trias van de Chinlegroep. De groeve werd naar de Ghost Ranch genoemd in de vallei van de Chama River. Het bone bed bestaat bijna uitsluitend uit meer dan duizend skeletten (uiteindelijk misschien zelfs meerdere duizenden), zowel volledige als onvolledige, van een enkele Theropode Dinosauriërsoort, Coelophysis bauri Cope, 1887 (Saurischia, Theropoda, Coelophysoidea, Coelophysidae). De ouderdom is laat Norien-Rhaetien (Apacheaan) (tussen 228 en 205 miljoen jaar) volgens de geologische tijdschaal van Lucas.
Ghost Ranch en de Coelophysis Quarry werden in 1975 benoemd tot National Natural Landmark door de National Park Foundation.

## Opgravingsgeschiedenis

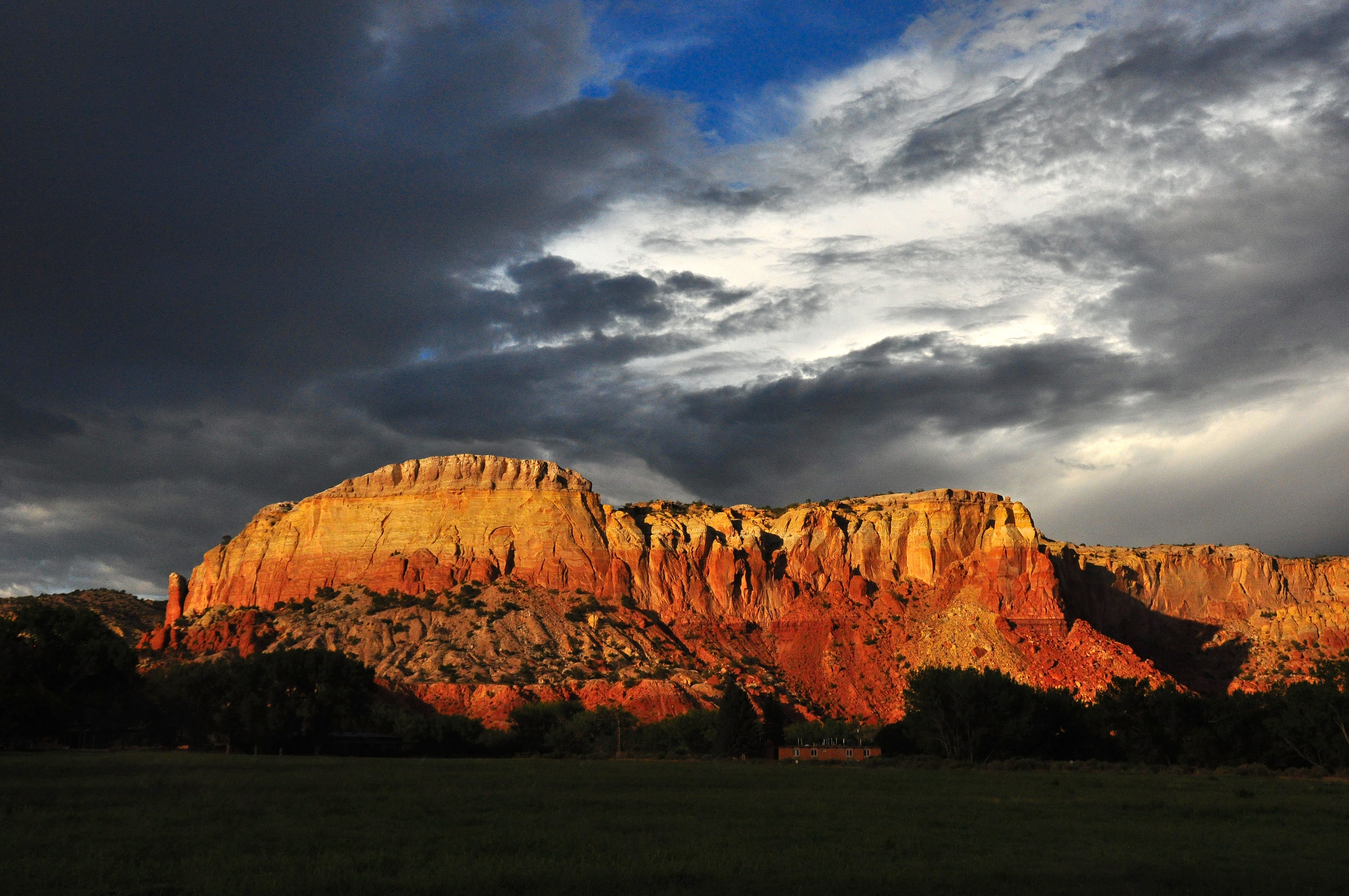
De Redrock Cliffs van Ghost Ranch

In 1881 werden de eerste fragmentarische beenderen van Coelophysis gevonden door fossielenverzamelaar David Baldwin in de buurt van Chama (Arroyo Seco en Gallina Canyon, New Mexico), maar de exacte geografische en geologische locatie ging verloren. Baldwin bezorgde ze aan zijn opdrachtgever Edward Drinker Cope (28 juli 1840–12 april 1897) die ze in 1887 beschreef. Cope was een Amerikaans paleontoloog en een pionier in het opgraven en bestuderen van beenderen van Dinosauria. Hij wees de vondsten van Baldwin toe aan Coelurus longicollis en Coelurus bauri. Later wijzigde hij deze soorten naar Tanystrophaeus longicollis en Tanystrophaeus bauri en benoemde een derde soort, Tanystrophaeus willistoni. Maar in 1889 veranderde hij weer van mening en gebruikte de geslachtsnaam Coelophysis. Omdat Cope dat niet gedaan had, koos Oliver Perry Hay in 1930 een typesoort, Coelurus bauri, naar Georg Baur, een vergelijkend anatoom.

### Expedities van het American Museum of Natural History
In 1947 werd door het American Museum of Natural History een expeditie georganiseerd onder leiding van Edwin Harris Colbert (28 september 1905–15 november 2001), een Amerikaans paleontoloog, onderzoeker en auteur. Onder anderen George Whitaker, Carl Sorensen en Thomas Ierardi maakten deel uit van zijn team. Het was de bedoeling om gedurende twee weken de fossiele gewervelden en de sedimentologie van de Ghost Ranch te onderzoeken, maar de expeditie groeide uit tot een van de meest uitgebreide opgravingen van Dinosauria ter wereld. Op de eerste dag werd onder meer de volledige schedel van een phytosauriër (Crurotarsi, Phytosauria, Phytosauridae) in situ ontdekt en de volgende morgen, op 22 juni 1947, vond George Whitaker fragmentarische resten van Coelophysis. Deze waren uit het oorspronkelijke moedergesteente geërodeerd, een afzetting die een uitzonderlijke opeenhoping van vele volledige en onvolledige skeletten in anatomisch verband bleek te bevatten. Al deze skeletten behoren bijna allemaal tot één geslacht: Coelophysis.
Om deze afzetting, die de Ghost Ranch Coelophysis Quarry of Whitaker Quarry zou genoemd worden, te kunnen exploreren, moest eerst een aanzienlijke hoeveelheid bedekkend, niet-fossielhoudend gesteente verwijderd worden. De skeletten werden in uitzonderlijk grote aantallen afgezet en werden boven op elkaar en in elkaar verstrengeld aangetroffen. Men moest dikwijls door het ene skelet werken om een ander, zeer goed bewaard gebleven skelet uit het moedergesteente te kunnen halen. De moeizame taak om de skeletten uit de Ghost Ranch Coelophysis Quarry te halen werd voortgezet gedurende de hele zomer van 1947. Ook in 1948, 1949, 1951 en 1953 werden in totaal honderden skeletten uit de groeve gehaald in de vorm van dertien grote en talrijke kleinere blokken moedergesteente (in totaal ongeveer 30 m³). Omdat de beenderen zo dicht op elkaar gepakt waren, besloot Colbert ze in eerste instantie in hun oorspronkelijke moedergesteente uit de groeve te verwijderen en pas later in het American Museum of Natural History te prepareren. De grote blokken wogen tot zeven ton. Sommige skeletten werden ook afzonderlijk uit de groeve verwijderd.
Al deze fossielen werden in 1947 door Colbert toegewezen aan het geslacht Coelophysis en in 1964 aan de soort Coelophysis bauri. In 1989 benoemde hij de door Baldwin in 1881 gevonden beenderen tot het lectotype van de Coelophysidae van de Ghost Ranch Coelophysis Quarry (Whitaker Quarry). In 1991 zou een dispuut over de juiste geslachtsnaam van deze Coelophysidae ontstaan, maar door tussenkomst van de International Commission on Zoölogical Nomenclature werd in 1992 de naam Coelophysis bauri, om niet-empirische redenen, de enige geldige. Nochtans waren de resten die door Baldwin gevonden werden en door Cope aan Coelophysis bauri toegewezen afkomstig uit een lager stratigrafisch niveau dan de honderden skeletten van de Ghost Ranch Coelophysis Quarry. Colbert publiceerde in 1989 zijn monografie over Coelophysis en in 1995 de geschiedenis van Ghost Ranch en de opgraving van haar groeve.
Overtuigd als Colbert was dat, buiten Coelophysis, geen andere grote gewervelden in de Ghost Ranch Coelophysis Quarry voorkomen, liet hij de meeste blokken moedergesteente die naar het American Museum of Natural History gezonden werden niet eens voor onderzoek openen. Sterling Nesbitt opende in januari 2006 in het American Museum of Natural History blokken moedergesteente op zoek naar nog niet onderzochte Coelophysis specimina. In een gedeeltelijk geprepareerd blok dat in 1947 uit de Ghost Ranch Coelophysis Quarry verwijderd werd, trof hij beenderen aan waarvan hij onmiddellijk zag dat zij niet tot een Coelophysis behoorden, maar tot een krokodilachtige in de lijn die tot de moderne krokodillen leidde. Nesbitt en Mark Norell, conservator van het museum, beschreven en noemden het reptiel in 2006 Effigia okeeffeae, naar Georgia O'Keeffe die vele jaren op Ghost Ranch doorbracht. Effigia toont een opmerkelijke gelijkenis met ornithomimide Dinosauria (Saurischia, Theropoda, Ornithomimosauria, Ornithomimidae, Ornithomiminae) ten gevolge van extreme convergente evolutie, maar behoort tot de Archosauromorfe Sauropsida (Sauropsida, Archosauriformes, Crurotarsi, Suchia, Paracrocodylomorpha, Poposauroidea, Shuvosauridae).

### Gezamenlijke expedities
Het Carnegie Museum of Natural History (Pittsburgh, Philadelphia, VS), het Museum of Northern Arizona (Flagstaff, Arizona, VS), het Yale Peabody Museum (New Haven, Connecticut, VS) en het New Mexico Museum of Natural History (Albuquerque, New Mexico, VS) heropenden de groeve in 1981 onder leiding van David S. Berman. Er werden nog eens vijftien blokken moedergesteente verwijderd en naar meer dan een dozijn instellingen in Noord Amerika overgebracht. Deze expeditie duurde tot in 1982. Een van de blokken moedergesteente met Coelophysis-skeletten werd aan het New Mexico Museum of Natural History and Science geschonken.

## Geologie, paleontologie en tafonomie
De Mesozoïsche rode, witte en gele gesteenten rond Ghost Ranch liggen over het algemeen horizontaal en zijn slechts matig vervormd door plooiing.  Ze omvatten een rijke, maar fragmentarische geologische geschiedenis van ongeveer 130 miljoen jaar. Gedeelten van riviersystemen, uitgestrekte woestijnen, zoutmeren, grote moddervlakten en kustlijnen werden erin bewaard. De oudste gesteenten van Ghost Ranch behoren tot de Chinle Group uit het Boven-Trias. Ze vormen een dik pakket van rode siltsteen, fijnkorrelige, versteende klei of modder en fijnkorrelige witte tot bruine zandsteen, dat tussen 205 en 228 miljoen jaar geleden door rivieren afgezet werd. De Ghost Ranch Coelophysis Quarry bevindt zich op ongeveer dertig meter boven de grens van de Rock Point Formation met de onderliggende Painted Desert Member en vijfendertig meter onder de basis van de Entrada Sandstone (Midden-Jura). De lagen van de Rock Point Formation zijn massief of zijn afgezet in sets van één tot vijf meter dikte.
De sedimentologie en tafonomie van de vindplaats wijzen erop dat vele honderden dieren van een zeer grote kudde of groep Coelophysis door een stortvloed afkomstig van een rivier of stroom in een lager gelegen, ondiepe stroombedding of vijver gespoeld werden en door sediment overdekt. De beenderhoudende lagen bestaan uit rode siltsteen dat gevormd werd door sedimenten die door een uit zijn oevers getreden waterloop op haar stroomvlakte werden afgezet (alluviaal sediment). De beenderen zijn niet beschadigd, wat wijst op transport over een korte afstand. De relatieve volledigheid van de skeletten (ongeveer 25% is volledig) toont aan dat ze snel met sediment overdekt en dus niet aan vernietiging blootgesteld werden. Er kan dus een verband bestaan tussen de doodsoorzaak en de wijze waarop de dieren begraven werden. Alhoewel de resten opmerkelijk volledig en goed bewaard zijn, komen er in de groeve naast vele volledige en onvolledige skeletten ook afzonderlijke ledematen in anatomisch verband en afzonderlijke beenderen voor. Ze zijn ruw gesorteerd en vertonen weinig sporen van activiteit door aaseters en/of predatoren, wat nog eens op een snelle afdekking door sediment wijst.
De Ghost Ranch Coelophysis Quarry biedt door haar zeer hoog aantal skeletten een van de meest volledige beelden van de paleobiologie (levenswijze, groei, voortplanting, ...) en anatomie van een Dinosauriër. De skeletten zijn afkomstig van zowel jonge als halfvolwassen en volwassen dieren, welke laatste meer dan drie meter lang konden worden. Alle groeistadia zijn vertegenwoordigd, wat erop kan wijzen dat het bone bed het gevolg is van één enkele natuurramp. Meer dan 95% van de beenderen in de groeve is afkomstig van Coelophysis bauri. In de loop van de opgravingen verminderde de concentratie aan beenderen niet. Integendeel, deze nam toe naarmate de groeve westwaarts dieper in de heuvel uitgebreid werd. Het totale aantal individuen dat de groeve bevat is onbekend, omdat de groeve nog niet uitgeput is. Vermoedelijk werden in de topografische laagte van Ghost Ranch Coelophysis Quarry de skeletten van vele duizenden dieren afgezet.

## Thanatocoenose van de Ghost Ranch Coelophysis Quarry

### Ongewervelde dieren
Vijfenzestig centimeter onder het bone bed bevindt zich een laag die fossielen van Conchostraca (Branchiopode kreeftachtigen) en Ostracoda(mosselkreeftjes) bevat. Heinz Kozur identificeerde de Conchostraca als een nieuwe soort van het geslacht Shipingia (Shipingia sp.). Conchostraca komen enkel voor in kortstondige zoet water habitats Door hun aanwezigheid in lagen onder de beenderhoudende lagen kunnen wij de omgeving reconstrueren zoals zij was voordat de skeletten afgezet werden. Vergelijking met de levenswijze van recente Conchostraca wijst erop dat op de locatie van Ghost Ranch Coelophysis quarry een kortstondig waterlichaam van minder dan 10.000 m² en minder dan één meter diepte lag dat slechts enkele weken tot een paar maanden bestond De Ostracoda behoren tot de soort Darwinula sp. Darwinula komt in de Chinle Group algemeen voor. De aanwezigheid van Shipingia en Darwinula in modderig sediment juist boven een laag fijne zandsteen geeft aan dat het waterlichaam waarin zij leefden een zanderige tot modderige bodem had. Dit waterlichaam bevond zich op de riviervlakte van een rivier of stroom in een sterk seizoensgebonden omgeving met lange perioden van toenemende droogte, afgewisseld met occasionele stortvloeden. Deze laatste werden veroorzaakt door periodieke moessonregens. Ghost Ranch Coelophysis Quarry was waarschijnlijk een meertje dat gevormd werd toen een kleine meander van de hoofdrivier afgesneden werd. Deze rivier was groot genoeg om Phytosauria en grote Coelacanthiformes in leven te houden.

### Gewervelde dieren

#### Vissen
Men kon twee soorten identificeren, nl. Chinlea sorenseni (Sarcopterygii, Actinistia, Coelacanthiformes, Mawsoniidae) en Synorichthys cf. S. stewarti (Actinopterygii, Palaeonisciformes, Redfieldiidae). Synorichthys komt voor in de Redonda Formation (Boven-Trias) van de Chinle Group, die even oud is als de Rock Point Formation. In de groeve komen talrijke geïsoleerde schubben en beenderen van Coelacanthiformes en Redfieldiidae voor, maar ook niet-geïdentificeerde schubben en beenderen, en waarschijnlijk ook coprolieten (versteende uitwerpselen). Al deze specimina werden in de overstromingssedimenten juist onder het Coelophysis bone bed gevonden, maar niet in de onderliggende afzettingen van het meer.

#### Reptielen
- Coelophysis bauri Cope, 1887 (Sauropsida, Dinosauria, Saurischia, Theropoda, Ceratosauria, Neoceratosauria, Coelophysoidea, Coelophysidae).
- Eucoelophysis sp. (Sauropsida, Dinosauromorpha, Dinosauriformes, Silesauridae). Vertegenwoordigd door één specimen. Eucoelophysis is geen Dinosauriër.
- Whitakersaurus bermani Heckert et al., 2008 (Sauropsida, Lepidosauria, Sphenodontia). Dit is de meest volledige kleine gewervelde uit de Ghost Ranch Coelophysis Quarry.
- Postosuchus kirkpatricki Chatterjee, 1985 (Sauropsida, Rauisuchidae). Het specimen bestaat uit een skelet in anatomisch verband dat de schedel, de nek en de voorpoten mist. Het bevindt zich in het Carnegie Museum of Natural History en werd in 2004 door Novak beschreven.
- Effigia okeeffeae Nesbitt et Norell, 2006 (Sauropsida, Archosauriformes, Crurotarsi, Suchia, Paracrocodylomorpha, Poposauroidea, Shuvosauridae).
- Vancleavea campi Long and Murry, 1995 (Sauropsida, Archosauriformes). Vancleavia wordt vertegenwoordigd door een gedeeltelijk skelet, niet in anatomisch verband, en door beenderplaten van het lichaamspantser.
- Hesperosuchus agilis Colbert, 1952 (Sauropsida, Crocodylomorpha, Sphenosuchia, Sphenosuchidae). Clark et al. (2001) beschreven een onvolledig skelet in anatomisch verband dat bewaard wordt in het Carnegie Museum of Natural History. Dit skelet is een van de meest volledige en een van de best bewaarde van een basale Crocodylomorf, en leverde waardevolle anatomische informatie over een tot dan weinig bekend taxon.[10]
- Redondasaurus bermani Hunt and Lucas, 1993 (Sauropsida, Phytosauria, Phytosauridae, Leptosuchomorpha, Pseudopalatinae). De resten bestaan uit een schedel en een onderkaak.

## Voetnoten
1. ↑  Lucas et Hunt, 1992, Colbert, 1995, Lucas et al., 2005, Koning et al., 2006
2. ↑  Lucas et Tanner, 2007, Heckert et al., 2008
3. ↑  Huene, 1915
4. ↑  Cope, 1887a
5. ↑  Cope, 1887b
6. ↑  Lucas et al., 2005
7. ↑  pers. comm., 2009
8. 1 2  Webb, 1979
9. ↑  Johnson et al., 2003
10. ↑  Colbert, 1952; Long and Murry, 1995